# Kestrel
Kestrel is een historisch motorfietsmerk.
Kestrel Motor Co., London. 
Engels merk dat vanaf 1903 motorfietsen maakte met 211 cc Minerva- en MMC-motoren. Dat duurde slechts enkele jaren.